# Meister des Augsburger Ecce Homo
Mit Meister des Augsburger Ecce Homo wird ein altniederländischer Graphiker und Maler zu Beginn der Frührenaissance bezeichnet. Der namentlich nicht sicher bekannte Künstler erhielt seinen Notnamen nach dem von ihm geschaffenen Werk, mit Christus als Schmerzensmann (lateinisch Ecce Homo). 
Der Meister des Augsburger Ecce Homo war um 1540 bis 1560 tätig. Seine für die private Andacht des Bürgertums geschaffenen Werke zeigen den Übergang der Spätgotik in die Renaissance an. Eventuell ist er identisch mit dem in Augsburg und Straßburg anzufindenden Hans Weiditz.

## Werke
- Christus als Schmerzensmann (Ecce Homo), Holzschnitt, um 1522. Stuttgart, Staatsgalerie Inv. Nr. A 17824
- Sintflut, Köln, Wallraf-Richartz-Museum[3]
- Opfer Abrahams. München, Alte Pinakothek, BstGS 5393
- Weg nach Golgotha. Budapest, Szépművészeti Múzeum, Inv. Nr. 96.3[4] (Meister oder Umkreis).

Weitere dem Meister des Augsburger Ecce Homo oder seinem Umkreis zugeschriebene Werke sind im Erzbischöflichen Dom- und Diözesanmuseum in Wien und im Germanischen Nationalmuseum in Nürnberg verwahrt.